# 보로 운동
보로운동(保路運動, 영어: Railway Protection Movement, Railway Rights Protection Movement)은 청일전쟁(淸日戰爭) 후 열강에 빼앗긴 이권을 되찾기 위해 민간 주도로 주식을 발행하여 만든 자금으로 철도를 부설하였으나, 당시 국가 재정이 어려워 지면서 청(淸) 조정이 철도를 국유화하고 이를 담보로 외국으로부터 차관을 도입하려 하자, 사천(四川) 지역을 중심으로 철도를 지키고자 전개한 운동을 말한다.
이를 기점으로 신해혁명(辛亥革命)이 일어난다.

## 개요

#### 철도부설과 청조의 국유화 정책

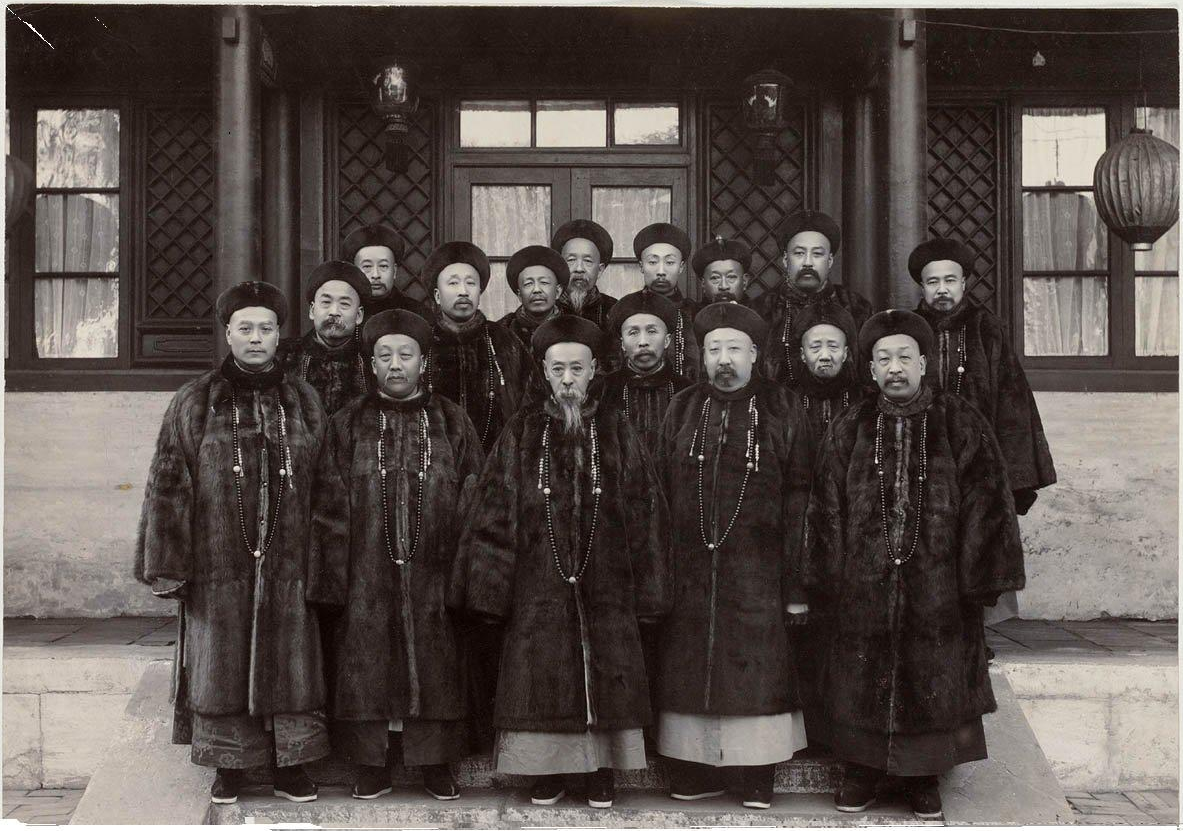
청조 황족 고위 내각관료들.(중앙에 경친왕 혁광.) 이들 내각은 '철도국유화'를 추진해 민심으로부터 불만을 사게 만들었다.

중국은 1905년이래 이권회수운동에 의하여 광산채굴권과 철도부설권이 외국으로부터 상당부분 회수되었다. 그리고 철도를 중국인 스스로 건설하기로 하여 호북성(湖北省), 호남성(湖南省), 광동성(廣東省), 사천성(四川省)의 신상(紳商)들은 회사를 설립하고 주식을 모았다. 그러나 기대하였던 만큼 자금이 모아지지 않아 공사는 순조롭지 못하였다.
여기에 각 지역 신상들의 의견이 일치되지 못하여 일을 처리하기가 어려웠고, 또한 저마다 사익을 챙기는데 몰두하였기에 철도 공사는 자꾸 늦어질 수 밖에 없었다. 그러므로 청조(淸朝)는 호남과 호북의 천한선(川漢線)과 월한선(粵漢線, 광동 광주-호북 한구) 철도를 건설하기 위해 영국, 프랑스, 독일의 은행단과 550만 파운드를 빌리는 차관협정을 체결하기로 하였다. 그런데 여기에 미국이 가입하여 결국 4국 은행단이 각각 4분의 1씩 내기로 하고, 1910년 5월에 '철도협정'을 체결하였다.
1911년 5월 청조는 신정(新政)의 일환으로 새로운 내각을 구성하고 13명의 각료를 임명했는데, 문제는 13명의 각료 중 한족 출신은 4명뿐이고 나머지 9명은 만주족이었으며 그 9명 중 6명은 황족이었기 때문에 개혁의 기대를 완전히 저버린 인사였다. 여기에 더 큰 문제는 이 새로운 내각이 가장 먼저 의결한 사항이 '철도국유화'였다는 것이다. 당시 철도건설이 계획했던 것보다 늦어지자 중앙 조정의 관리들은 '외국으로부터 차관을 해서라도 철도를 하루 속히 부설하자'는 주장을 폈다. 청조는 우전부대신(郵傳部大臣) 성선회(盛宣懷)의 건의에 의하여 철도국유화의 상유를 발표하였으며, 관료 단방(端方)을 천한선과 월한선 철도건설대신으로 임명하였다. 성선회는 우선 자금을 마련하기 위하여 영국, 프랑스, 독일, 미국 4국 은행단과 600만 파운드를 연리 5%, 40년에 상환하기로 하고 호북•호남•시천•광동 네 설(省)의 이금(釐金)과 염세(鹽稅)를 담보로 차관하였다.
그리고 이미 불입한 천한선과 월한선의 주식에 대하여 보상 방법을 발표하였는데, 월한선은 불입액의 60%를 상환하고 나머지 40%를 국가에서 무이자의 주식을 주어 철도 완공 후 영업에 들어가 이익이 나면 10년에 분할 상환하기로 하였다. 사천의 철도는 주식의 불입이 비교적 많아 현금으로 상환하지 않고 국가가 이익을 보증하는 주식으로 주고, 5년 후부터 15년에 걸쳐 나누어 상환하기로 하였다.

#### 보로운동
청조의 철도국유화 정책은 민중들로부터 즉시 불만을 초래했다. 우선 내각(內閣)이 의회에 아무런 상의 없이 일방적으로 결정하고 통보한 사항이었고, 정부가 약속한 민주적인 절차를 완전히 무시한 것과 만주족이 독점한 내각에서 외국 자본을 끌어들이려 했다는 것은 중국 민족주의 정서를 크게 거스르는 결정이었으며 이미 투자한 민간인들의 이권을 박탈하는 조처로 입헌파(立憲派)•혁명파(革命派)•온건파 할 것없이 민중들로부터 커다란 불만을 사게 만들었다. 그리고 이어 '철도국유화'가 해당되는 지역에서 민중들은 보로운동을 일으켰다. 국유화 발표이후 호남성에서 제일 먼저 일어나 '청조가 주권을 팔아먹는다'고 항의하여 장사(長沙)에서 1만여 명이 참가한 각 계의 모임을 소집하고 '국유화 명령을 철회하라'고 요구하였다. 또한 조세에 항거하여 '청조에 대항하자'며 상인의 철시(撤市)와 학생의 동맹휴학이 일어났다.
자의국(諮議局)에서도 호남순무(湖南巡撫) 양문정에게 명령을 철회하도록 청조에 상주하라고 요구하였다. 양문정도 사태의 심각성을 감지하고 청조에 이를 상주하였으나, 양문정은 중앙으로부터 오히려 질책만 받았다. 이 소식이 전파되자 군중은 더욱 격분하여 보로운동이 확산되었다. 호남에 이어 호북에서도 보로운동이 일어나 시위의 규모는 더욱 늘어갔다. 의창(宜昌)에서 만현(萬縣)까지 이미 철도 공사가 시작되었는데 청조는 공사를 강제로 중지시켜 공사장의 노동자와 상인들이 모여 이를 반대하는 시위를 벌였다. 그러자 청조에서는 군대까지 동원하여 이를 강경진압하였다.
또한 무한(武漢)에서도 보로운동이 일어났다. 무한의 혁명당들도 긴밀히 연락하여 대강보(大江報)에 청조의 매국행위를 폭로하는 글을 연재하여 청조에 대하여 갖고 있는 기대와 환상을 버리도록 무한지역 군중들에게 호소했다. 그리하여 보로운동을 반청(反淸)운동으로 결합시켜 혁명으로 이끌어 나가려고 하였다. 청조는 즉각 대강보를 폐간시키고 관련자들을 체포하였다. 이에 청조의 만행을 규탄하고 대강보를 지지하는 성원의 편지, 위문 전보, 항의문이 사옥의 벽마다 붙여져 무한의 보로운동은 뒤이어 무창기의(武昌起義)를 촉발시킨 도화선이 되었다.
양광(兩廣) 지역은 당시 양광총독(兩廣總督) 장명기가 위압적인 태도를 취하였으나 광동의 월한선 주식소유자가 만인대회를 개최하여 청조의 국유화 정책에 반대하였다. 해외 화교들도 이 소식을 듣고 전보를 보내 보로 운동을 격려하였다. 이에 장명기는 주주들을 위협하고 또한 언론에 일체의 보로운동 소식을 게재하지 못하게 하여 이를 막으려 하였다.

##### 사천의 보로운동(사천폭동)

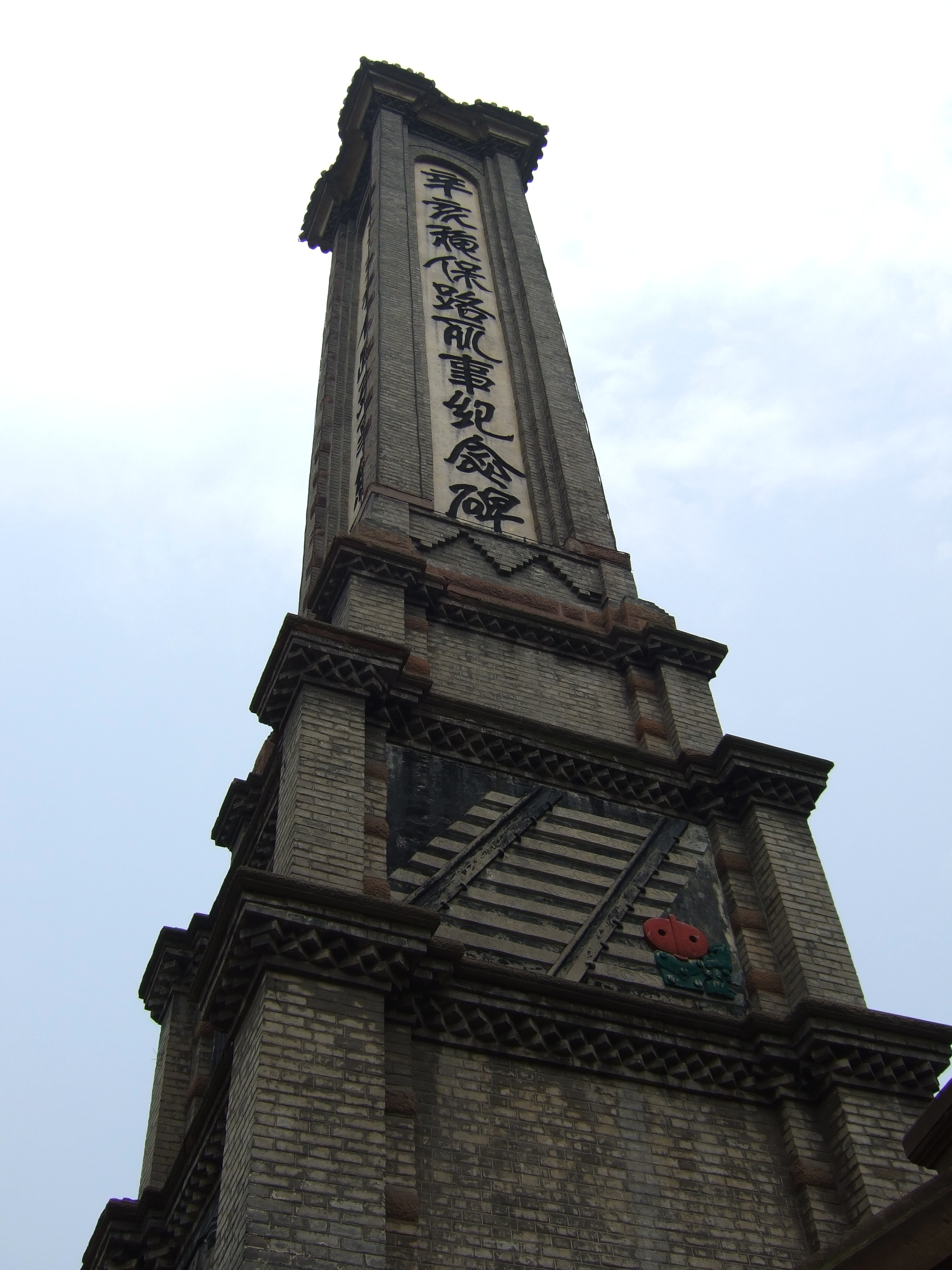
보로운동 희생자 추모비 (성도)

호북과 양광에서 보로운동이 일어나는 가운데, 제일 격렬하게 운동이 발생한 곳은 사천이었다. 사천의 성도(省都) 성도(成都)에는 사천보로동지회(四川保路同志會)가 조직되었으며, 각 주현(州縣)에 분회를 조직하고, 동맹 휴학과 납세 거부 운동을 전개하였다. 당시 사천총독(四川總督) 조이풍(趙爾豐)은 보로운동에 대하여 동정적이었으므로 철도의 민영화를 건의하여 입헌파로부터 찬양을 받았다. 그러나 성선회 등으로부터 질책받고 조정의 강경책이 나오자, 태도를 바꾸어 그 때까지 취했던 완화정책 대신 적극적인 진압정책을 펴게 되었다.
조이풍은 우선 보로동지회 회장이었던 자의국 의장 포전준 등을 구속하고, 철도 공사를 수색하였으며, 철도 학당을 폐교시켰을 뿐만 아니라 보로운동과 관련있는 신문도 정간시켰다. 그리하여 사천 지역 군중들은 분노하였고, 수천 명의 군중들이 총독아문으로 몰려와 포위하고 이들의 석방을 요구, 시위를 벌였다. 이에 당황한 군대가 군중에 총을 발사하여 20여 명이 사망하여 유혈사태 '폭동'이 일어나게 되었다. 조이풍은 성도 전역에 계엄령을 내리고 사천 전역에서 일어나는 저항을 저지시키려 하였다.
그러나 이 때는 이미 사천의 혁명당들이 조직한 '보로동지군'이 각 지역에서 일제히 일어나 성도를 포위하는 형세가 되었다. 청조는 이 소식을 접하고 즉시 각 성(省)에 연락하여 사천에 진압할 군대를 파병했다. 그런데 진압군대를 이끌던 단방(端方)이 사천의 자주(資州)에 이르렀을 때 그가 이끄는 호북 신군(新軍)이 그를 살해하고 시위대에 가담했다. 여기에 전임총독 잠춘훤도 '사천으로 가 조이풍과 사태를 수습하라'는 중앙의 명령을 받고 무한까지 왔으나 사태가 심각하다는 것을 보고 사천으로 들어가지 못하여 결국 성도는 보로동지군에게 점령당하고 청조가 진압하지 못한 채 10월 10일 무창봉기가 일어나게 되었다.

## 참고서적
- 《근대중국:개혁과 혁명-중화제국 마지막 왕조의 몰락(下)》,신승하 저. 대명출판사. p517~p519
- 먼나라 이웃나라

## 같이 보기
- 후쿠앙 철도채권(Hukuang Railway Bond)
  - 미국채권소유자재단(American Bondholders Foundation, ABF)
  - 조나 비앙코(Jonna Bianco)
- 신해혁명
- 중국의 역사